# Leopold von Buch
Pour les articles homonymes, voir Buch.
Le baron Christian Léopold von Buch (Léopold de Buch) (26 avril 1774 à Stolpe (Uckermark)- 4 mars 1853, Berlin) est un géologue allemand. Il apporte des contributions importantes à la géologie de la première moitié du XIXe siècle.

## Biographie
Il visita le Vésuve, les volcans éteints de l'Auvergne, les Alpes et les montagnes de l'Allemagne, les îles scandinaves, les Hébrides, les îles Canaries (en compagnie de Christen Smith), fit faire de grands pas à la géologie et à la paléontologie, et fut, en récompense de ses services, nommé chambellan du roi de Prusse. En compagnie de Humboldt, il étudia avec Abraham Gottlob Werner, dont il adopta d'abord le neptunisme, mais se rallia ensuite au plutonisme et à la théorie des soulèvements. Il s'intéressa principalement au volcanisme, aux fossiles et à la stratigraphie. Il est connu de nos jours pour sa définition du Jurassique. 
Il était membre de l'Académie de Berlin et associé de l'Institut de France. Il est devenu membre étranger de la Royal Society le 15 mai 1828. En 1842, il est lauréat de la médaille Wollaston
Pierre Flourens a lu à l'Institut de France en 1856 une Notice sur ce savant.

## Publications
Ses principaux travaux se trouvent consignés dans le recueil des Mémoires de l'Académie de Berlin.
- Description géognostique de la Silésie (1797) ;
- Observations géognostiques faites en Allemagne et en Italie (1802-1809) ;
- Voyage en Norvège et en Laponie (1810) ;
- Description physique des îles Canaries (Berlin, 1825, in-8, avec atlas) ;
- Carte géognostique de l'Allemagne, en 42 feuilles (Berlin, 1832) ;
- Über den Jur in Deutschland, 1839.

Autres :
- Description physique des îles Canaries : suivie d'une indication des principaux volcans du globe, trad. C. Boulanger, Paris, Levrault, 1836 [lire en ligne]
- Pétrifications recueillies en Amérique, par Mr. Alexandre de Humboldt et par Mr. Charles Degenhardt, Berlin, Imp. de l'Académie royale des sciences, 1839 [lire en ligne]
- Essai d'une classification et d'une description des térébratules, trad. H. Le Cocq, Paris, F.G. Levrault, 1839 [lire en ligne]
- Essai d'une classification et d'une description des Delthyris ou Spirifers et Orthis, trad. H. Le Cocq, Paris, Langlois et Leclercq, 1840 [lire en ligne]
- Observations sur les volcans d'Auvergne ; traduit de l'allemand par Mme de Kleinschrod, Clermont-Ferrand, [s.n.], 1842